# Elli Michler
Elli Michler (Würzburg, 12 febbraio 1923 – Heilbronn, 18 novembre 2014) è stata una poetessa tedesca.

## Biografia
Il padre lavorava nel commercio. Dopo lo scioglimento della scuola del convento dai nazisti, assolse l'anno di servizio civile obbligatorio. Poco dopo l'inizio della seconda guerra mondiale le venne assegnato un impiego obbligato presso l'associazione industriale di Würzburg. Nel dopoguerra contribuì volontariamente all'opera di ricostruzione dell'Università di Würzburg. Durante questo periodo incontrò il suo futuro marito. Si sposarono tre anni dopo quando Elli ebbe completato gli studi per la laurea in economia. Dopo la nascita della figlia, la famiglia si è trasferita per motivi professionali in Assia e infine a Bad Homburg.
Nel marzo 2010, Elli Michler ha ricevuto la Croce al Merito conferito su nastro per il suo lavoro nella poesia.

## Opere
- Dir zugedacht (Wunschgedicht-Sammlung), ISBN 978-3-7698-0625-0.
- Ich wünsche dir ein frohes Fest - Gedichte und Geschichten zur Weihnachtszeit ISBN 978-3-7698-0786-8.
- Alles wandelt die Zeit ISBN 978-3-7698-1352-4.
- Danke für die Zeit zum Leben ISBN 978-3-7698-1258-9.
- Dein ist der Tag ISBN 978-3-7698-0705-9.
- Die Jahre wie die Wolken gehn ISBN 978-3-7698-0572-7.
- Die Liebe wird bleiben ISBN 3-7698-1481-9.
- Wie Blätter im Wind ISBN 3-7698-0772-3.
- Laß der Seele ihre Träume ISBN 3-7698-1001-5.
- Jeder Tag ist Brückenschlag ISBN 3-7698-1094-5.
- Für leisere Stunden ISBN 3-7698-0764-2.
- Im Vertrauen zu dir ISBN 3-7698-0646-8.
- Von der Kostbarkeit der Zeit ISBN 3-7698-0818-5.
- Meine Wünsche begleiten dich ISBN 3-7698-1133-X.
- Vom Glück des Schenkens ISBN 3-7698-0654-9.
- Erinnerst du dich? ISBN 3-7698-0739-1.
- Ich wünsche dir Zeit zum Glücklichsein ISBN 978-3-89915-362-0.
- Die Farben des Glücks
- Dank ISBN 3-7698-1567-X.
- Hoffnung ISBN 3-7698-1558-0.
- Liebe ISBN 3-7698-1556-4.
- Vertrauen ISBN 3-7698-1557-2.
- Wandel ISBN 3-7698-1568-8.
- Zeit ISBN 3-7698-1566-1.
- Ich wünsche dir Zeit für ein glückliches Leben ISBN 978-3-7698-1876-5.
- Ich träum noch einmal vom Beginnen ISBN 3-7698-1605-6.
- Ich wünsche dir Zeit ISBN 3-7698-1409-6.
- Ich wünsche dir Zeit, zu dir selber zu finden 2016 Taschenbuch: ISBN 978-3-8367-1064-0